# トルキスタン

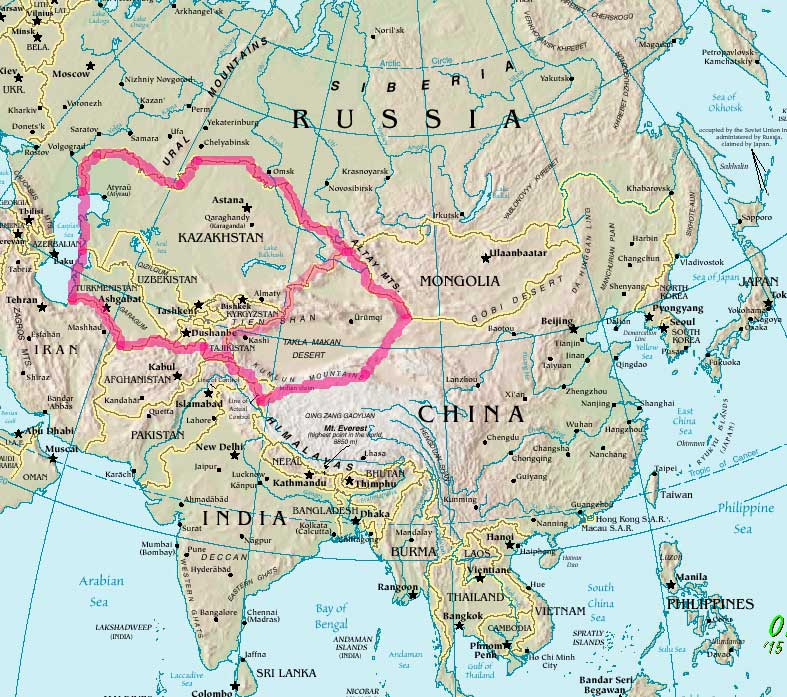
トルキスタンに含まれる国家・地域を囲った地図
トルキスタンの面積は、インド亜大陸よりも広い

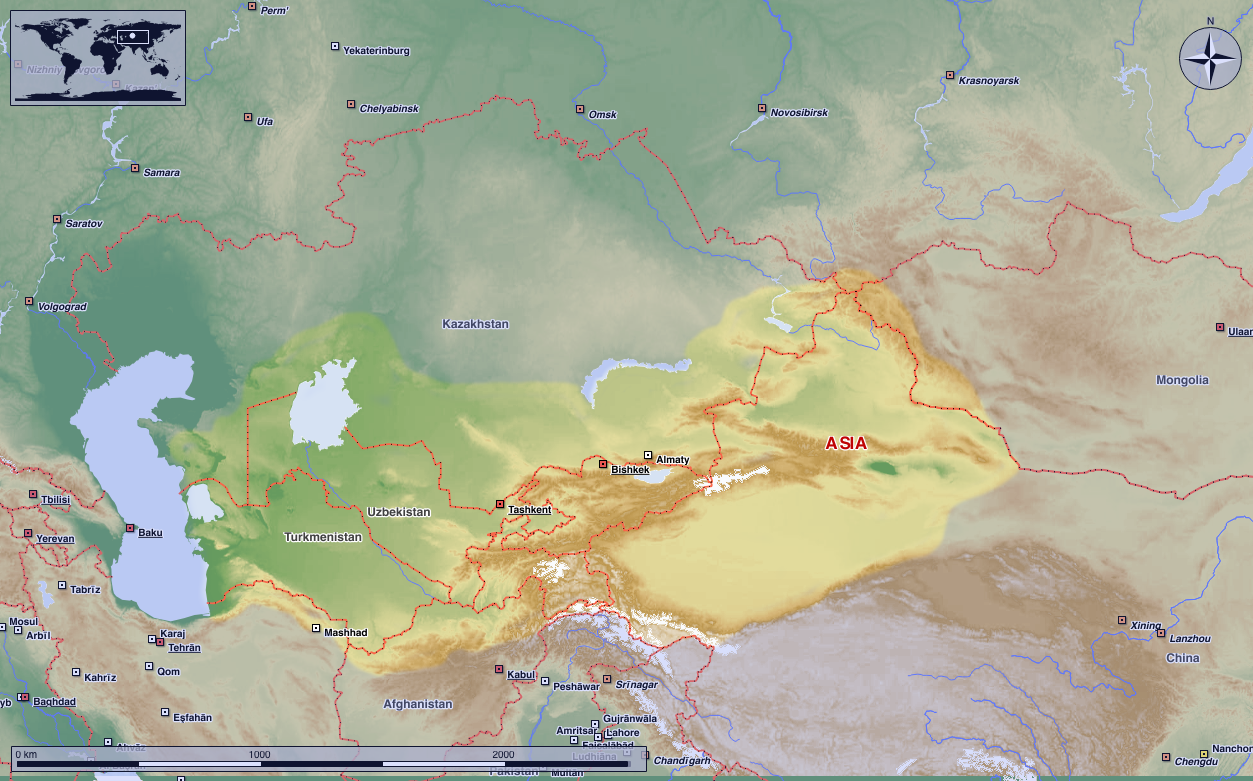
テュルク系民族分布

トルキスタン（Turkestan / Turkistan）は、今日テュルク系民族が居住する中央アジアの地域を指す歴史的な名称。
「テュルク人の (Turki) 土地 (-stan)」を意味するペルシア語に由来し、テュルク諸語、欧州諸語などで用いられている。トルケスタン、トゥルケスタン、トゥルケスターン とも言う。。

## 領域
トルキスタンは、西はカスピ海、東は中国、北はアラル海、イルティシュ分水界、南はアフガニスタン北部、イラン国境に及ぶ地域 (ロシア・トゥルケスターンあるいは西トルキスタン、今日のトルクメニスタン・ウズベキスタン・キルギス・カザフスタン・タジキスタン)、中華人民共和国の西北部の新疆ウイグル自治区 (シナ・トゥルケスターンあるいは東トゥルケスターン)、およびアフガニスタン北部の三地域に大別される。
西トルケスタン、東トルケスタン、南トルケスタンとすることもある。

## 歴史
「トルキスタン」とは、「テュルク人の」 (Turki) という単語に「〜が存在する（ところ）」 「国」(-stān) を意味する接尾辞が付属したペルシア語での他称に由来するものである。
前近代においてはその地域的な範囲は明確ではなく、イスラーム時代以降はマー・ワラー・アンナフルと呼ばれた中央アジア南部のオアシス都市の地域の北方に広がるテュルク系遊牧勢力がいた領域を指す漠然としたものであった。
一方、スィル川の中流にはヤサヴィー教団の始祖アフマド・ヤサヴィーの廟墓があることで有名なトルキスタン市（古名ヤス）がある。
西トルキスタンは変わらずマー・ワラー・アンナフルと呼ばれていた。これはティムール朝末期のバーブルの時代でも同じであった。13世紀以降はモンゴル帝国、次いで後継の汗国に支配される。
19世紀後半、ロシア帝国がタシュケントにトルキスタン総督府を置き、その域は東部で天山山脈西部とパミール高原、西部でカスピ海東岸、南部でイラン・アフガニスタン国境にまで拡大した。ロシア領トルキスタン (西トルキスタン)という名称と実態が成立すると、その東方は東トルキスタン、アフガニスタン北部はアフガン・トルキスタンとも呼称されるようになった。
ソ連邦ではトルキスタン自治ソビエト社会主義共和国消滅後、パン・テュルク主義を想起させるトルキスタンのかわりに、中央アジア (Средняя Азия)と呼称されるようになり、ロシア領トルキスタンや西トルキスタンという名称は用いられなくなったが、東トルキスタンという名称は使用されている。

## テュルク人とその国家
| 国名                   | 人口     | 構成民族比率              | 面積     | 名目GDP    | 一人あたりGDP | 備考                       |
| ---------------------- | -------- | ------------------------- | -------- | ---------- | ------------- | -------------------------- |
| カザフスタン           | 1817万人 | カ67%、露21%、ウ3%        | 272万km2 | 1629億ドル | 8970ドル      |                            |
| キルギス               | 614万人  | キ73%、ウ14%、露6%        | 20万km2  | 77億ドル   | 1254ドル      |                            |
| トルクメニスタン       | 576万人  | ト85%、ウ5%、露4%         | 43万km2  | 379億ドル  | 6643ドル      |                            |
| ウズベキスタン         | 3134万人 | ウ76%、露6%、タ5%、カ3%   | 44万km2  | 581億ドル  | 1810ドル      |                            |
| タジキスタン           | 893万人  | タ84%、ウ14%              | 14万km2  | 71億ドル   | 801ドル       | イラン系のタジク人が多数派 |
| 新疆ウイグル自治区     | 2360万人 | 維45%、漢41%、カ7%、回5%  | 165万km2 | 1453億ドル | 6137ドル      | 中華人民共和国の自治区     |
| 参考（トルキスタン外） |          |                           |          |            |               |                            |
| アフガニスタン         | 2972万人 | パ45%、タ32%、ハ12%、ウ9% | 65万km2  | 202億ドル  | 570ドル       |                            |
| アゼルバイジャン       | 990万人  | ア92%                     | 9万km2   | 414億ドル  | 4212ドル      |                            |
| トルコ                 | 8081万人 | 土90%、ク7%               | 78万km2  | 8526億ドル | 10551ドル     |                            |

上表のように面積はカザフスタンが桁違いに広い。人口はウズベキスタン、次いでカザフスタンが多い。一人あたりの所得はタジキスタンが目立って低い。

## 近代以降
- 西トルキスタンは帝政ロシアの支配下となり、帝国がロシア革命で倒された後はトルキスタン自治ソビエト社会主義共和国などが作られ、ソ連の傘下に組み込まれた。その際、各共和国の国境線は人為的に引かれたため、民族分布とは必ずしも合っていない。ソビエト連邦の崩壊とともに1991年に各共和国は悲願の独立を果たしたものの、これらの連合であるトルキスタン連邦の成立はそういう大国と隣接することをロシアと中国が恐れて介入し、実現しなかった。独立以降も経済的・軍事的には未だにロシアの影響は強い。今もなお中央アジア連合創設への提案は行われており、実現すると天然資源（特に鉱物類）の利権で強国となる。
- 東トルキスタンは清の乾隆帝に征服されて以来、清朝 → 中華民国 → 中華人民共和国と異民族による支配が続いている。1933年および1944年にソ連の後押しで東トルキスタン共和国を立てたが、いずれも短期間で消滅している。その後大量の漢民族が国策的に移民してきており、駐留する人民解放軍とあわせるとウイグル人よりも多くなると言われている[20]。また、1950年代から1960年代にかけてはカザフの新疆脱出が発生した。さらに1964年のロプノール湖での実験を皮切りに、1960年代後半を通じて中国が核を保有して以降も、東トルキスタンの各地で核実験が執り行われ、現地の放射能汚染が懸念されている。現在は、独立運動各派は中国政府に非合法化され弾圧されている。そのため、東トルキスタン独立問題は米中間等で人権問題として問題視されてきた。なお、独立運動各派は、2004年9月に東トルキスタン亡命政府をアメリカで樹立している。

## その他
- 「トルキスタン」は、ロシア帝国時代には、西トルキスタンの南部であるウズベキスタン・タジキスタン・トルクメニスタン一帯と、さらに狭い地域の名称として用いられたこともあった。